# چاه‌کوتاه
چاه‌کوتاه، روستایی است از توابع بخش چغادک شهرستان بوشهر در استان بوشهر ایران. روستای چاهکوتاه دارای یک پارک جنگلی است.

## جمعیت
این روستا مرکز دهستان چاه‌کوتاه بوده و بر اساس سرشماری سال ۱۳۹۰ جمعیت آن ۲۱۳۶ نفر (۵۹۲خانوار) می‌باشد و در سال ۱۳۸۵ جمعیت آن ۱۸۴۸ نفر (۴۵۵خانوار) بوده است.

## سابقه تاریخی چاه‌کوتاه
در قدیم این ده مرکز دهستان چاه کوتاه بوده و در ۳۸ هزار گزی جنوب برازجان و ۷ هزارگزی شوسه شیراز به بوشهر واقع بوده است. جلگه، گرمسیر و مالاریائی است و ۱۲۲۹ تن سکنه دارد. آبش از چاه، محصولش غلات، خرما و صیفی، شغل اهالی کشاورزی و راهش فرعی است و دبستان هم دارد.
دهستان چاهکوتاه نام یکی از دهستان‌های یازده‌گانه بوشهر بوده است که از شمال به دهستان عیسوند، از باختر به دهستان انگالی، از جنوب به دهستان باغک و از خاور به دهستان سمل محدود بوده است. این دهستان تقریباً در جنوب شرقی بخش برازجان واقع بوده و قراء آن در جلگه ساحلی خلیج فارس بوده است. هوای آن گرم، مرطوب و مالاریائی است و در حدود پنج هزارتن سکنه داشته است. آب مشروبش از آب چاه تأمین می‌شده و زراعتش به‌طور کلی دیمی بوده است. محصولش غلات و جزئی خرما و شغل اهالی زراعت است. این دهستان از شش آبادی تشکیل شده بوده است و روستاهای مهم آن عبارت بودند از: احمدی - دویره و تل اشکی. راه شوسه بوشهر به کازرون و شیراز از وسط این دهستان می‌گذشته و مرکز این دهستان روستای چاه کوتاه بوده است.
مؤلف مرآت البلدان می‌نویسد «بلوکی است از توابع و مضافات بندر بوشهر که در شش فرسخی شهر و در سمت مشرق آن واقع شده است. اراضیش شوره زار و رمل است و هندوانه دیمی بسیار خوب در اینجا بعمل می‌آید. طول مضافات بوشهر از مغرب به مشرق بیست فرسخ و عرض آن از هشت تا شش فرسخ است و در این بلوک حاصل عمده اش غله و خرماست و شکار آهو دارد. قصبه این بلوک را نیز چاه کوتاه نامند».
اوژن فلاندن معمار و جهانگرد فرانسوی در جریان سفرش به ایران در راه بازگشت از بوشهر، شبی را در این روستا گذرانده و در وصف روستا می‌نویسند: «... بامداد روز بعد برحسب عادت معمولی خواستیم پول مخارج و کرایه منزل را بدهیم ولی به‌سختی پول ما را پس داده و گفتند اینجا که کاروانسرا نیست. اولین دفعه‌ایست که این وضع را مشاهده کردم و مردمش را پول‌دوست ندیدم. مردم چاکوته عرب و از وضع مهمان‌نوازی و آداب بایستی مهمان‌دوست باشند. رسول‌بیک را واداشتیم به‌نزد شیخ رفته و سلامی کرده و از جانب ما تشکر نمیاد»

## بزرگان چاه کوتاه
شیخ حسین خان چاه کوتاهی از بزرگان نبرد با هجوم انگلیس به جنوب ایران و از همرزمان رئیسعلی دلواری بود.
محسن شریف، داستان‌نویس که هشتم مهرماه ۱۳۹۵ در سن ۸۰ سالگی درگذشت.
معشوقه منوچهر آتشی اهل چاهکوتاه بود. وی در این باره می‌گوید: اولین تجربه عاشقانه من همان روزهای زندگی در روستا اتفاق افتاد. دختری بود اهل چاهکوتاه که من سخت عاشق او شدم. او نیز توجهی پاک و ساده دلانه به من داشت. آن دختر خیلی روی من اثر گذاشت و در واقع او بود که مرا شاعر کرد.